# Historiographie de la révolution américaine
La révolution américaine de la fin du XVIIIe siècle fit l'objet de nombreux débats et interprétations parmi les historiens américains, mais aussi européens.

## Les sources
L'ensemble des documents relatifs à la révolution américaine constitue un corpus hétéroclite et fourni. Les premiers historiens de la révolution se sont avant tout penché sur les documents officiels ou émanents des Pères fondateurs des États-Unis. La Déclaration d'Indépendance du 4 juillet 1776 a été abondamment commentée et la Constitution de 1787, considérée comme l'une des plus anciennes du monde, a été étudié par les historiens mais aussi par les juristes.
Les documents écrits sont variés mais souvent dispersés. Avec le réseau internet, il est aujourd'hui facile d'accéder à ces textes conservés aux archives nationales des États-Unis ou à la Bibliothèque du Congrès.

## Les grandes phases de l'historiographie américaine
Au cours des deux derniers siècles, l'historiographie de la révolution américaine est passée par plusieurs phases. Ces différents courants d'analyse suivent à la fois le contexte politique américain et le renouvellement général des méthodes et des approches en histoire.

### Fin duXVIIIesiècle- début duXIXesiècle
La révolution américaine fut d'abord vue par les contemporains comme la confrontation entre les colons et la couronne britannique. Dès la fin du XVIIIe siècle, les théoriciens se sont penchés sur la révolution américaine : ainsi, Adam Smith dans La Richesse des Nations a-t-il bien compris que le manque de liberté économique était à l'origine de la révolution.
Les historiens américains du début du XIXe siècle exaltent les Pères fondateurs des États-Unis comme les héros de la révolution. Ce courant filio-piétiste ou nationaliste est représenté par George Bancroft (1800-1891), qui développe l’idée d’une révolution américaine exceptionnelle et assimile le peuple américain à un nouveau peuple élu ; le roi George III est, dans cette perspective, présenté comme un tyran. Les nationalistes s'opposent à l'école impériale (Beer, Lawrence H. Gipson) qui insiste sur la mauvaise foi des colons et la légitimité anglaise en Amérique.

### FinXIXe- débutXXesiècle
À la fin du XIXe et au début du XXe siècle, l'historiographie suit de près le réformisme social. Les historiens analysent la révolution à l’aune de la lutte des classes. C'est le cas de Frederick Jackson Turner (1861–1932) ou Carl Lotus Becker (1873–1945). Pour Charles Austin Beard (1874-1948), les Pères fondateurs ont trahi la révolution et défendu les intérêts économiques des propriétaires. C'est la thèse de son ouvrage Une interprétation économique de la constitution des États-Unis (1913). Elle fut reprise par les historiens de la Nouvelle gauche dans les années 1960. 
Pour John Franklin Jameson (1859-1937), la guerre d'Indépendance ne constitue pas la principale caractéristique de la révolution américaine. Il met l'accent sur la tension entre les valeurs aristocratiques et celles du peuple. Si les révolutionnaires américains ont avant tout cherché à changer la forme du gouvernement, la société a néanmoins été bouleversée en profondeur par l'émancipation et l'établissement d'une république.

### Deuxième moitié duXXesiècle
Pendant la guerre froide, les historiens français exceptionnalistes considéraient que la révolution américaine était imparfaite parce qu'elle n'était pas sociale. De leur côté, les exceptionnalistes américains soulignaient l'échec final de la révolution française de 1789 (établissement du Premier Empire, Restauration monarchique) et mettaient en avant l'antériorité du soulèvement américain. 
Les historiens « révisionnistes » américains dominent pendant les années 1950-1960 : Daniel J. Boorstin, Edmund S. Morgan, R.P. Thomas ou Bernard Baylin. La tendance est alors de mettre en exergue les clivages éthiques, idéologiques et culturels entre les Pères fondateurs et l'Angleterre. Ce courant tente de minorer les motivations économiques et matérielles des insurgents, de faire valoir que la révolution américaine a été menée par les classes moyennes pour la liberté et la propriété. L'historiographie se teinte souvent d’idéologie et de propagande, souligne la nécessité d’un consensus interne face à la menace soviétique : de la période révolutionnaire seraient nées les valeurs communes aux Américains, en particulier le libéralisme. Les historiens « néo-whigs » s'attachent alors à montrer que la révolution américaine ne fut pas un mouvement violent.
Hannah Arendt (1906-1975) évoque l’exception américaine, seule révolution effectuée sans massacre et qui a réussi à protéger la propriété privée et les libertés individuelles. Cependant, pour Pauline Maier, la révolution américaine n'a rien d'exceptionnel mais s’inscrit au contraire dans un cycle de révolutions qui commença en Angleterre au XVIIe siècle. Selon John Boorstin, les événements d'Amérique ne constituent pas une révolution mais une simple guerre d'indépendance.
Dans les années 1970, l'historiographie de la révolution américaine se renouvelle grâce aux études d'Edward Countryman, Alfred Young (1976), Staughton Lynd (1969) ou Gary Nash (1979). Elle s'attache à élargir le sujet en s'intéressant à l'histoire sociale et non plus seulement aux événements. Elle met en valeur, au travers de nombreuses monographies, le rôle des Noirs, des femmes ou encore de la foule ; on peut comparer la démarche à celle de l'école des Annales en France. Cette école ouvre de nouvelles perspectives autour de la problématique de la lutte des classes. La révolution américaine résulterait des inégalités sociales dans les 13 colonies et du rôle actif des couches populaires et des minorités ethniques. 
Catherine L. Albanese explore le champ de l'histoire des mentalités en étudiant la naissance d’une religion civique, d’une culture politique commune, d’une nation américaine fondée sur des mythes et des héros. L'« école du consensus » avec Gordon Wood remet en cause les mythes fondateurs du pays et s'interroge sur les causes de la révolution américaine dans les années 1960-1970.
Le courant « républicaniste » se développe dans les années 1980 : des historiens comme Gordon S. Wood ou Isaac Krammick mettent l’accent sur la place essentielle du soldat-citoyen dévoué au bien commun, à la République. Toujours dans les années 1980, les discussions historiographiques opposaient les historiens libéraux ou républicanistes. Depuis quelques années, les historiens et le grand public reviennent à l'étude des grands personnages de la révolution américaine, en particulier des plus conservateurs.
La problématique de la révolution atlantique réapparaît dans les 1990-2000. Elle est au cœur de la question d'histoire moderne de l'agrégation en France en 2004-2006. Dès les années 1950, avec la création de l'OTAN, les chercheurs considèrent déjà l'océan Atlantique comme une aire d’échanges culturels (Lumières), économiques (commerce triangulaire), politiques (républiques). L'Américain Robert Roswell Palmer (1909–2002) et le Français Jacques Godechot (1907-1989) sont les principaux pionniers de cette histoire comparatiste. 
Cette dernière est néanmoins remise en cause, ou tout au moins discutée de nos jours. Les critiques portent sur le caractère global, voire totalitaire de la démarche, qui gommerait les spécificités nationales. Aujourd'hui, l'ensemble des historiens s'accorde à dire que les idéaux et le modèle politique américains ont eu une influence en dehors des États-Unis à la fin de l'époque moderne. Mais les différentes révoltes et révolutions qui secouent le monde atlantique à cette époque dépendent de conditions locales (structure sociale, nature du pouvoir, rapports de force, diffusion des Lumières, etc.). Les révolutions atlantiques seraient surtout le résultat d'influences réciproques, qui remontent aux révolutions anglaises du XVIIe siècle,. Les généraux européens qui ont participé à la guerre d'Indépendance auraient eu un rôle limité dans la diffusion des idées venues d'Amérique, parce que leurs contacts avec les Américains furent dans l'ensemble limités (sauf pour La Fayette). Les révolutions indépendantistes sud-américaines seraient davantage liées à l'affaiblissement de l'Espagne sous occupation française que par l'influence des États-Unis.

## Les grands thèmes de l'historiographie de la révolution américaine

### Guerre, rébellion ou véritable révolution?
La définition du mot « révolution » a nourri les discussions entre historiens, en particulier entre les Européens et les Américains. 
Le mot « révolution » fait référence à un ensemble de changements profonds et rapides, de bouleversements qui concernent la politique, la société et l'économie. Les événements du second tiers du XVIIIe siècle dans les Treize colonies sont-ils de nature révolutionnaire ? 
Les spécialistes américains utilisent davantage le mot « révolution » que les historiens français, pour lesquels la guerre d'Indépendance est souvent l'élément central. La révolution française de 1789 est alors mise en valeur pour son caractère pionnier et le précédent américain est sous-estimé. La révolution américaine ne serait qu'une guerre anticoloniale, la première de l'histoire : Fernand Braudel explique les raisons de « la première grande révolution anti-européenne. » 
Dans la perspective comparatiste, la révolution américaine apparaît alors comme moins violente et moins radicale que la française (voir ci-dessous).
En effet, les 13 colonies n'ont pas connu les grands massacres de la France révolutionnaire (Terreur, Guerre de Vendée). La plupart des victimes de la période sont le fait de la guerre plus que de la révolution. Il y eut néanmoins des violences entre loyalistes et insurgés : ceux qui étaient considérés comme traîtres étaient molestés, passés au goudron et aux plumes. Les biens des loyalistes en fuite furent confisqués et la guérilla provoqua des destructions matérielles.
Entre 1774 et 1801, la révolution américaine a provoqué : 
1. un changement politique avec la naissance d'un nouvel État, une République fédérale et de nouvelles institutions
2. la fondation d'un peuple, d'une nation qui s'est séparée de l'Angleterre
3. la revendication des droits de liberté, d'égalité et de recherche du bonheur

Les historiens des deux rives de l'Atlantique ont par ailleurs démontré que la révolution américaine : 
1. puise à la source de la philosophie des Lumières
2. a été violente, à cause de la guerre, mais aussi des comités de sûreté
3. a eu une portée universelle
4. a été jouée par les Pères fondateurs, comme par le peuple et les minorités ethniques
5. s'inscrit dans le temps long et l'espace atlantique, tout en gardant des caractéristiques singulières

### Révolution atlantique et influence de la révolution américaine

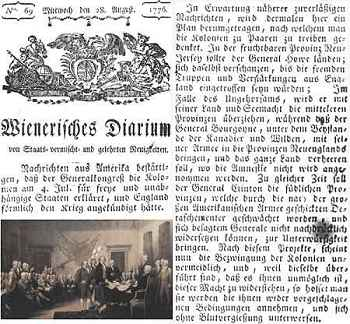
Journal de Vienne, annonçant la Déclaration d'indépendance, 1776

La révolution américaine a influencé les autres pays et fait partie des révolutions atlantiques de la fin du XVIIIe et du début du XIXe siècle. Les journaux européens suivirent avec attention ce qui se passait outre-Atlantique, tout en critiquant le sort réservé aux Indiens et aux esclaves noirs. La Déclaration d'indépendance américaine a été traduite dans toute l'Europe et a servi de source de réflexion pour de nombreux juristes et intellectuels. L'annonce de la révolution américaine ne reçut pas le même accueil selon les groupes sociaux et les pays.
En Angleterre, les whigs soutenaient les acquis de la révolution américaine, alors que les clercs et les conservateurs les condamnaient. Dans les années 1790, les radicaux réclamaient même l'établissement d'une République.
Les révolutionnaires et les patriotes européens à la fin du XVIIIe siècle se réclamaient du modèle américain : ce fut le cas à Genève en 1781-1782. En Irlande, après 1790, la population soutient le soulèvement colonial des Américains ; en revanche, les grands propriétaires de l'île y sont hostiles. Dans les Provinces-Unies, Johan van der Capellen, l'un des instigateurs de la révolution batave, admirait l'exemple américain. La sympathie envers la cause américaine provoqua l'entrée en guerre du pays contre l'Angleterre en 1780 et la reconnaissance des États-Unis en 1782. Certains activistes souhaitaient rebaptiser les Pays-Bas autrichiens en « États-Belgiques-Unis ». Dans le Saint Empire germanique, une partie de la population était concernée par la révolution américaine du fait de la présence d'émigrés allemands en Amérique du Nord et des troupes de Hessiens ; les notables, les luthériens et les écrivains politiques étaient largement défavorables à la rébellion des colons. Tadeusz Kościuszko (1746-1817), après avoir participé à la guerre d'indépendance américaine aux côtés de George Washington, mena l'insurrection des Polonais contre l'occupation russe.

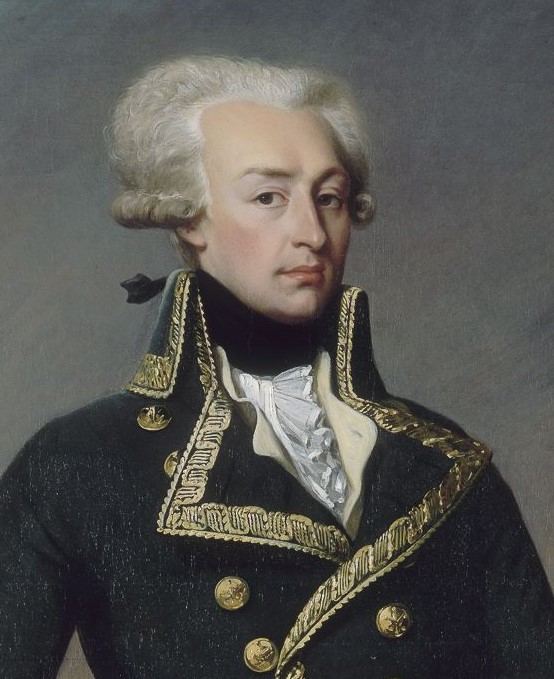
Le marquis de La Fayette

Les généraux français qui ont participé à la guerre d'Indépendance, au premier rang desquels figure La Fayette, ramenèrent eux aussi des idées qui ont eu un impact sur la Révolution française.
Plusieurs députés de l'Assemblée constituante ont participé à la révolution américaine ou l'admiraient profondément (La Fayette, Condorcet). La Déclaration des Droits inspira en partie la Déclaration des Droits de l'Homme et du Citoyen d'août 1789. La Fayette rédigea un projet de Déclaration des Droits pour la France dès novembre 1788, pour lequel il sollicita les conseils de Thomas Jefferson, alors en poste à Paris. 
Cependant, les Français s'écartèrent aussi du modèle américain sur plusieurs points : les deux pays ont rédigé des Déclarations des Droits à la même époque, mais dans des cadres géographiques, sociaux et politiques très différents. La Déclaration française se voulait universelle et allait plus loin dans le principe de l'égalité, alors que les députés américains étaient gênés par le problème de l'esclavage. La Déclaration française était moins radicale pour la liberté de culte et ignorait le droit au bonheur qui avait été affirmé par Jefferson dans la Déclaration d'indépendance de 1776. Dans la France révolutionnaire, la Constitution de 1791 ne choisit pas le bicamérisme, ni le fédéralisme. Enfin, l'influence américaine s'atténua en Europe avec les guerres révolutionnaires et fut remplacée par celle de la France, beaucoup plus proche géographiquement. 
La révolution américaine eut également un retentissement important dans les Antilles anglaises, où l'esprit républicain se diffusa, sans remettre fondamentalement en cause la société esclavagiste. Francisco de Miranda (1750-1816), combattit les Anglais dans les 13 colonies avant de soulever les Vénézuéliens contre l'Espagne en 1806 et 1810. En Afrique du Sud, la révolte des « Patriotes du Cap » contre l'administration coloniale s'inspira de la révolution américaine.

### Révolution américaine et Révolution française
Plusieurs historiens ont tenté d'appliquer une démarche comparatiste entre les révolutions américaine et française, encouragée par la quasi simultanéité des deux événements et par leur portée internationale. L'objectif est de mettre en valeur des points communs et des différences, mais aussi des influences.

#### Points communs
Les deux révolutions sont nées d'une même philosophie des droits naturels, d'une même aspiration à la liberté et égalité. Elles ont chacune donné naissance à une Déclaration des Droits, une constitution écrite. Elles ont toutes les deux provoqué des violences urbaines et rurales (émeutes des années 1770, révolte de Shays en Amérique / Grande Peur en France), des affrontements armés (guerre d'indépendance américaine / guerres révolutionnaires en Europe) et une guerre civile (Loyalistes contre patriotes en Amérique / Guerre de Vendée, insurrection fédéraliste en France).

#### Différences
Si les deux révolutions sont nées à la fin du XVIIIe siècle, elles se sont néanmoins déclenché sur des terreaux très différents : en Amérique, il n'existait quasiment pas de droits seigneuriaux, ni de caste noble. Les Treize colonies étaient très éloignées de leur métropole et étaient relativement prospères, alors que les mauvaises récoltes ont joué un rôle important dans le déclenchement de la Révolution française.
La révolution américaine fut violente par bien des aspects, mais ne connut pas la Terreur et les massacres en Vendée.

#### Influences de la révolution américaine sur la Révolution française
L'expérience américaine a inspiré des philosophes français (Mably, Condorcet).

### La périodisation
La troisième question posée par la révolution américaine est celle de la périodisation. Comme pour la Révolution française, les historiens ne sont pas d'accord sur les dates liminaires qui définissent le sujet. 
- Pour Élise Marienstras et Naomi Wulf[38], la révolution proprement dite débute en 1774 lorsque le premier Congrès continental se réunit à Philadelphie. C'est le temps de la guerre (1775-1783) et surtout de l'émergence d'institutions et de textes nouveaux, qui fondent la nouvelle République.
- Pour Claude Fohlen, la révolution américaine se termine en 1789 car cette année correspond au début de la Révolution française et à l'entrée en vigueur des institutions américaines (désignation du premier président, constitution ratifiée, bill of rights voté par le Congrès[39].